# Twan Castelijns
Twan Castelijns (Hapert, 23 januari 1989) is een Nederlands voormalig wielrenner die in 2017 zijn carrière afsloot bij Team LottoNL-Jumbo.

## Carrière
Castelijns begon zijn carrière in 2014 bij het continentale KOGA Cycling Team. Een jaar later won hij namens Baby-Dump de Topcompetitie, een Nederlands regelmatigheidsklassement. Door deze overwinning kreeg hij een profcontract aangeboden bij Roompot Oranje Peloton. Castelijns tekende echter een contract voor twee seizoenen bij Team LottoNL-Jumbo, het team waar hij samen met Koen Bouwman en Steven Lammertink sinds augustus stage liep.

## Resultaten in voornaamste wedstrijden
| Jaar | Ronde van Italië | Ronde van Frankrijk | Ronde van Spanje |
| ---- | ---------------- | ------------------- | ---------------- |
| 2015 |                  |                     |                  |
| 2016 | 112e             |                     |                  |
| 2017 | 130e             |                     |                  |

| Jaar | Milaan-San Remo | Ronde van Vlaanderen | Parijs-Roubaix | Parijs-Tours |
| ---- | --------------- | -------------------- | -------------- | ------------ |
| 2015 |                 |                      |                | 18e          |
| 2016 |                 |                      | 118e           | 35e          |
| 2017 | 148e            | 105e                 | buit.tijd      |              |

## Ploegen
- 2014 –  KOGA Cycling Team
- 2015 –  Baby-Dump Cyclingteam
- 2015 –  Team LottoNL-Jumbo (stagiair vanaf 1-8)
- 2016 –  Team LottoNL-Jumbo
- 2017 –  Team LottoNL-Jumbo

Boom · Bugter · Castelijns · Dielissen · Eefting · Hooghiemster · Hool · Kers · Richards · van Schip · Sweering · Timmermans · van de Vall · Dijkstra (stagiair)
Bennett · Bulgaç · De Weert · Flens · Gesink · Goos · Hofland · Keizer · Kelderman · Kruijswijk · Leezer · Lindeman · Markus · Martens · Roosen · Tankink · Teunissen · ten Dam · Tjallingii · Van Asbroeck · van der Lijke · van Emden · Vanmarcke · van Winden · Wagner · Wynants · Bouwman (stagiair) · Castelijns (stagiair) · Lammertink (stagiair)
Battaglin · Bennett · Bouwman · Campenaerts · Castelijns · van Emden · Gesink · Goos · Groenewegen · Hofland · Keizer · Kelderman · Kruijswijk · Lammertink · Leezer · Lindeman · Martens · Roglič · Roosen · Tankink · Teunissen · Tjallingii · Van Asbroeck · Vanmarcke · Vermeulen · Wagner · van Winden · Wynants
Battaglin · Bennett · Boom · Bouwman · Campenaerts   · Castelijns · Clement · De Tier · van Emden · Gesink · Groenewegen · Jansen · Keizer · Kruijswijk · Lammertink · Leezer · Lindeman · Lobato · Martens · Olivier · Roglič · Roosen · Tankink · Tolhoek · Van den Broeck · Van Hoecke · Vermeulen · Wagner · Wynants · Janssen (stagiair)